# Theodor Friedrich Ludwig Nees von Esenbeck

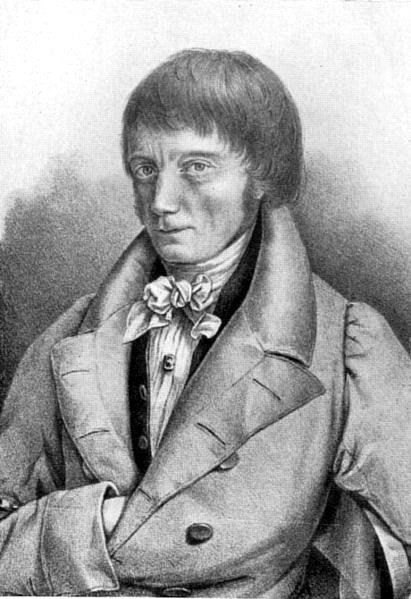
Theodor Friedrich Ludwig Nees von Esenbeck

Theodor Friedrich Ludwig Nees von Esenbeck (* 26. Juli 1787 in Schloss Reichenberg bei Reichelsheim im Odenwald; † 12. Dezember 1837 in Hyères) war ein deutscher Botaniker und Pharmakologe. Ab 1820 nannte er sich Nees von Esenbeck. Sein offizielles botanisches Autorenkürzel lautet „T.Nees“.

## Herkunft
Theodor Friedrich Ludwig Nees war das fünfte Kind von Johann Conrad Nees, einem Erbach-Erbachschen Rentbeamten, und dessen Ehefrau Friederike Dorothea Catharina Esenbeck aus Giebelstadt. Seine ersten 18 Lebensjahre verbrachte er auf Schloss Reichenberg, in Erbach und auf dem Landgut seines Bruders Christian Gottfried Daniel Nees von Esenbeck in Sickershausen bei Kitzingen.

## Leben
Im September 1805 nahm er eine pharmazeutische Lehre beim Hofapotheker Wilhelm Martius in Erlangen auf und setzte diese ab 1811 in der „Goldenen Apotheke“ der  Familie Bernoulli in Basel fort. Neben der Arbeit in der Apotheke widmete er sich intensiv der Pflanzenwelt seiner Wohnorte. Zusätzlich unternahm er botanische Studienreisen und wurde so zu einem sehr guten Pflanzenkenner. Zur Vorbereitung auf das Examen wechselte er 1816 zum Apotheker Heraeus nach Hanau. Dort befreundete er sich mit dem Zoologen Heinrich Kuhl, durch dessen Fürsprache er 1817 einen Ruf nach Leiden/Holland erhielt: Der Botaniker Sebald Justinus Brugmans bot ihm eine Stelle als Inspector des Botanischen Gartens, die Nees, ohne zu zögern, annahm.
Mit einer Arbeit über die Vermehrung von Laubmoosen wurde er von der Universität Erlangen am 16. Oktober 1818 promoviert.
Sein einflussreicher, elf Jahre älterer Bruder Christian Gottfried Daniel Nees von Esenbeck (1776–1858), der mittlerweile an der neu gegründeten Universität Bonn den Lehrstuhl für Botanik innehatte, holte ihn zurück nach Deutschland. In Bonn nahm er im Sommer 1819 seine Arbeit als Inspector des neuen Botanischen Gartens und Repetent der Botanik auf und habilitierte sich für das Fach Pharmazie. Im gleichen Jahr wurde er in die Deutsche Akademie der Naturforscher Leopoldina aufgenommen. Sein akademischer Beiname lautete Lobelius.
1822 wurde er zum außerordentlichen Professor, 1827 zum ordentlichen Professor ernannt. Nach dem Wechsel seines Bruders nach Breslau wurde er 1833 Mitdirektor des Botanischen Gartens in Bonn. Sein Kollege war der Botaniker Ludolph Christian Treviranus.
Die 1828 geschlossene Ehe mit Katharina Brassart blieb kinderlos, Katharina verstarb bereits im Jahr 1836.
Nees von Esenbeck starb am 12. Dezember 1837 in Südfrankreich während eines Kuraufenthalts an Tuberkulose („Lungenschwindsucht“).

## Ehrungen
Der Botaniker Carl Ludwig Blume benannte ihm zu Ehren die Pflanzengattungen Neesia und Esenbeckia aus der Familie der Malvengewächse (Malvaceae).

## Leistungen
Nees verfasste zahlreiche Einzelarbeiten über Heilpflanzen, ihre Biologie und Inhaltsstoffe, z. B. von Chinarinde, Katechu, Gambir und Ratanhia. Daneben machte er sich einen Namen als Autor pharmakologischer Lehrbücher und botanischer Prachtwerke.
Zusammen mit Philipp Wirtgen sowie Karl Wilhelm Arnoldi,  Johann Carl Fuhlrott, Aimé Constant Fidèle Henry, Ludwig Clamor Marquart und anderen gründete Nees 1834 den Botanischen Verein am Mittel- und Niederrhein und belebte dadurch maßgeblich die botanische Erforschung des Rheinlandes.

## Schriften
- Plantae officinales, oder Sammlung officineller Pflanzen. Düsseldorf 1821–1833.
- Sammlung schön blühender Gewächse in lithographierten Abbildungen, für Blumen- und Gartenfreunde. – Düsseldorf : Arnz, 1831. (Digitalisat)
- Handbuch der medicinisch-pharmaceutischen Botanik. 2 Bd. Düsseldorf 1830–1832. (Gemeinsam mit C.H. Ebermaier bearbeitet)
- Plantae medicinales. Düsseldorf 1833
- Icones plantarum medicinalium oder Sammlung officineller Pflanzen. 1833 (Digitalisat)
- Genera Plantarum Florae Germanicae. Bonn 1833–1838.
- Das System der Pilze. Bonn 1837.